# Barcelona (obra de teatre)
Barcelona és una obra de teatre escrita per Pere Riera estrenada al Teatre Nacional de Catalunya el 8 de maig de 2013. L'obra se situa en els bombardejos que va patir la ciutat el mes de març de 1938, uns bombardejos que van causar més de 2.500 víctimes.

## Argument
La Núria (Míriam Iscla) i l'Elena (Emma Vilarasau) són dues dones amb comptes pendents; dues amigues separades per l'amor d'un home i el destí d'una pàtria. Dues dones atretes sense remei per l'encís d'una ciutat prodigiosa; una ciutat rosa de foc, blava i vermella. El seu retrobament, la darrera batalla entre totes dues, tindrà lloc en una Barcelona que respira, malgrat tot, les cendres d'una època daurada. Totes dues hauran de posar en solfa allò que les apropa i allò que les separa, amb el ressò d'una guerra estúpida i sagnant com a teló de fons.

## Premis
L'obra va merèixer el Premi Butaca a la millor actriu per Emma Vilarasau.